# گروه پالتی
گروه پالتی (انگلیسی: Pulte Group) شرکت ساخت‌وساز آمریکایی است، که در سال ۱۹۵۰ تأسیس شد.